# Церква Блаженного Миколая Чарнецького (Львів)
Церква блаженного Миколая Чарнецького — чинний храм Української греко-католицької церкви у місцевості Голоско міста Львова.

## Розташування
Розташована у Шевченківському районі Львова, на вулиці Під Голоском, 2в.

## Історія
Наріжний камінь був освячений архієпископом Ігорем Возьняком 8 червня 2011 року. 15 липня того ж року Львівська міська рада надала містобудівні умови та обмеження для будівництва храму Миколая Чарнецького. Львівська провінція Чину Найсвятішого Ізбавителя (Редемптористів) УГКЦ звернулася до Львівської міської ради з пропозицією збудувати церкву Блаженного священномученика Миколая Чарнецького та реколекційного духовного центру для прочан на вулиці Варшавській. Освячення храму відбулося 16 жовтня 2011 року.
Дерев'яний храм у плані має форму рівнораменного (грецького) хреста; його архітектура витримана у класичній традиції української народної архітектури. Згідно східно-християнської традиції споруда обернена вівтарем до Сходу. Увінчує будівлю один верх, що має форму восьмерика.
Відповідно до проєкту на території, близько двох гектарів, має постати релігійний комплекс із великим собором, дзвіницею та приміщенням духовно-паломницького центру. Гранично допустима висота будівель становить 55,3 м до хреста церкви<.

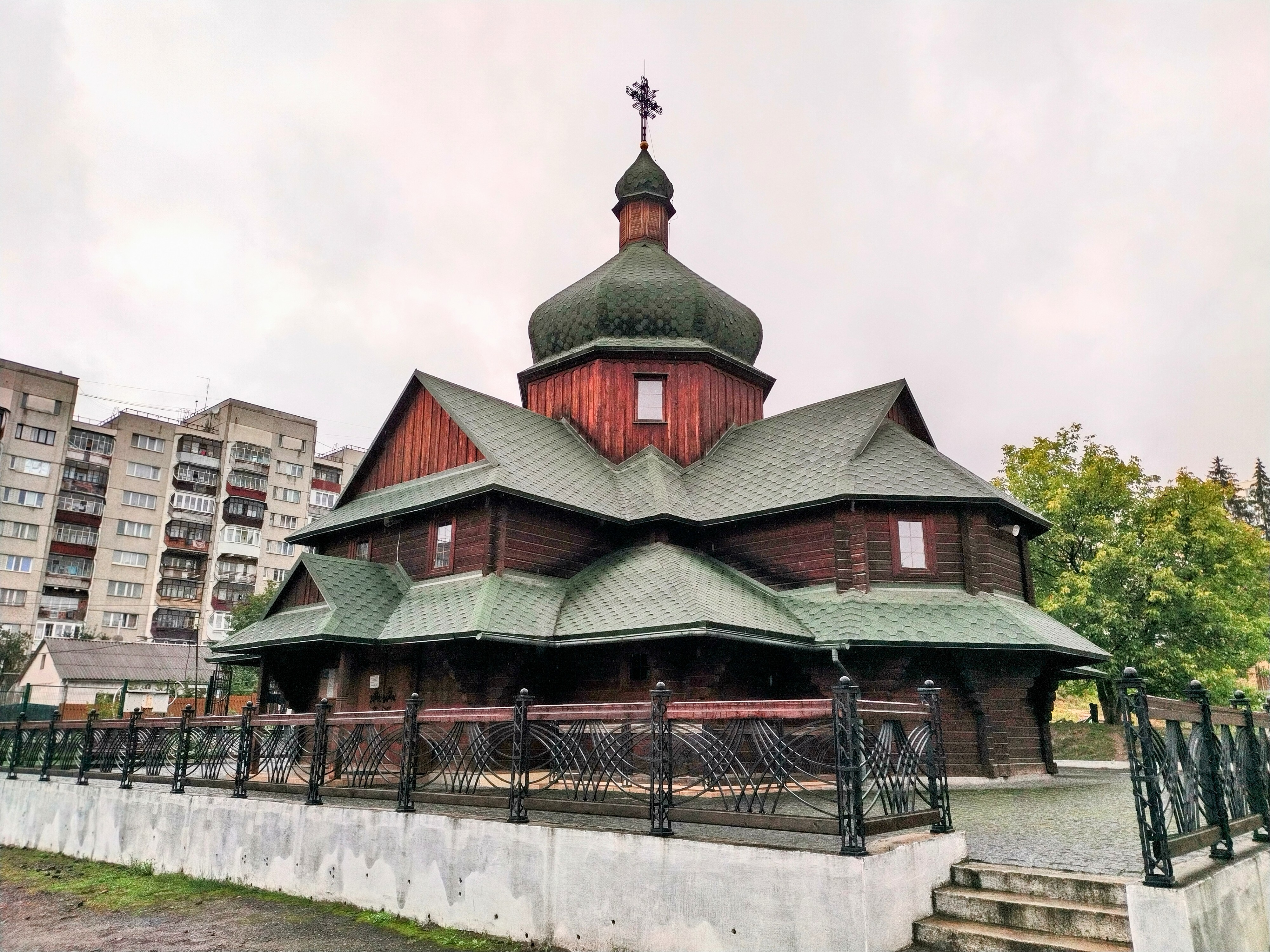
Вигляд на церкву з вул. Під Голоском